# Catalina Castaño
Catalina Castaño Álvarez (Pereira, 7 de Julho de 1979) é uma ex-tenista profissional colombiana. Seu melhor ranking de simples foi de nº 25, e em duplas alcançou o 82º posto.